# Victor Martinez
Víctor Martínez (* 29. Juli 1973 in Duarte (Provinz), Dominikanische Republik), auch bekannt als "DD - Dominican Dominator", ist ein dominikanischer Profi-Bodybuilder der International Federation of Bodybuilding & Fitness. Er ist der zweite Dominikaner, der die Profilizenz im Bodybuilding erlangte.

## Leben und Karriere
In seiner Profikarriere gelang es Martinez zweimal in die Top-3-Platzierung des Mr. Olympia-Wettkampfes zu kommen. Die Arnold Classic gewann er zweimal. Er lebt und trainiert in New York.
Ende 2011 wurde Martinez nach seiner Rückkehr von der Arnold Classic in Madrid, die er gewann, am Flughafen in den USA festgenommen und saß 7 Monate in Untersuchungshaft. Während dieser Zeit soll er 70 lbs (32 kg) an Gewicht verloren haben. Nach seiner Entlassung wurde erklärt, dass eine Bewährungsstrafe aus dem Jahr 2004 zu einer Unstimmigkeit bei der Verlängerung seiner Green Card geführt haben soll. Am 27. April 2012 wurde er aus der Haft entlassen, seine zuvor geplante Abschiebung wurde annulliert. Martinez hatte bereits 2007 Probleme mit dem Gesetz; er war damals Verdächtiger in einem Fall von Anabolika-Handel.
Daten (Stand 2010):
- Größe: 174 cm
- Off Season Körpergewicht: 118 kg
- Wettkampfgewicht: 109 kg[4]

## Platzierungen als Profi
- 2001 IFBB Night of Champions, 8th
- 2002 IFBB Arnold Classic, 13th
- 2002 IFBB Ironman Pro Invitational, 9th
- 2003 IFBB Night of Champions, 1st
- 2004 IFBB Mr. Olympia, 9th
- 2004 IFBB GNC Show of Strength Pro Championship, 1st
- 2005 IFBB Arnold Classic, 7th
- 2005 IFBB New York Pro Championship, 3rd
- 2005 IFBB Mr. Olympia, 5th
- 2005 IFBB San Francisco Pro Invitational, 5th
- 2006 IFBB Arnold Classic, 3rd
- 2006 IFBB Mr Olympia, 3rd
- 2007 IFBB Arnold Classic, 1st
- 2007 IFBB Mr Olympia, 2nd
- 2009 IFBB Arnold Classic, 2nd
- 2009 IFBB Mr. Olympia, 6th
- 2010 IFBB Mr. Olympia, 8th
- 2011 IFBB Arnold Classic, 3rd
- 2011 IFBB Mr. Olympia, 4th
- 2011 IFBB Arnold Classic Madrid, 1st
- 2013 IFBB Toronto Pro Super Show 1st
- 2015 IFBB Mr. Olympia, 9th

## Sonstiges
2009 wurde seine Schwester vermisst, nachdem sie ihrer Arbeit in einem Hochhaus in Manhattan nachgegangen war. Vier Tage später fand man ihre Leiche im Lüftungsschacht des Gebäudes.